# Joaquín Francisco Campuzano

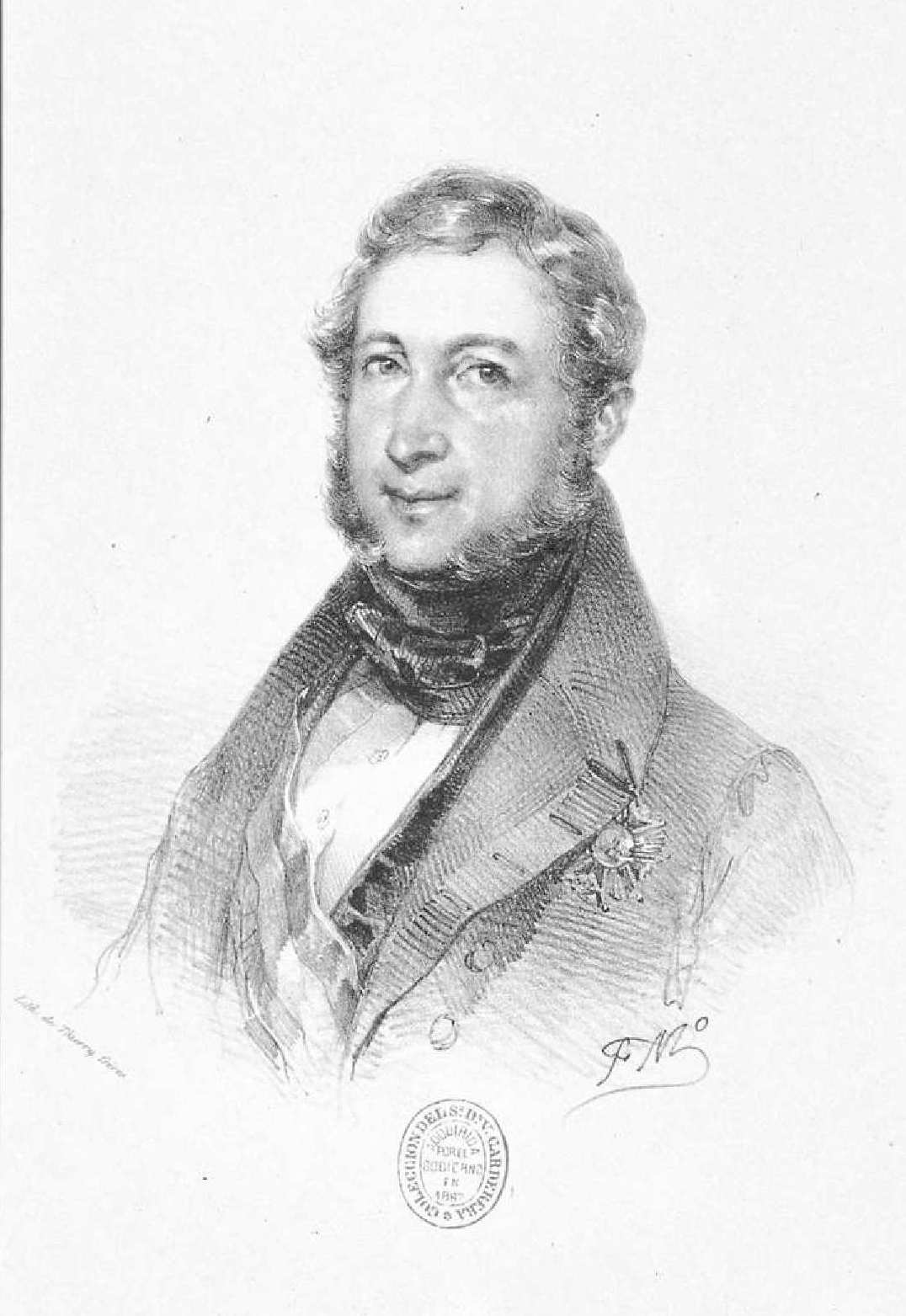
Retrato de Joaquín Francisco Campuzano, dibujo y litografía de Federico de Madrazo en la litografía de Thierry Fréres. Biblioteca Nacional de España.

Joaquín Francisco Campuzano Marentes (Madrid, 1785-en o después de 1867) fue un diplomático y político español.

## Biografía
Con solo diecisiete años fue agregado a la embajada española en Sajonia y La Haya. Tras la invasión francesa, adherido a la Junta Suprema Central Gubernativa, fue ascendido a secretario del ministerio en Rusia y se le pidió marchar a San Petersburgo para tratar de recomponer las relaciones, deterioradas a raíz del intento de asalto a la legación del barón Strogonoff en Madrid, pero no pudo pasar de Trieste. Durante la Guerra de la Independencia sirvió en el Ejército del Centro como capitán de infantería y en la Secretaría de Estado. Tras la guerra regresó a la carrera diplomática como secretario en la embajada en Londres. De 1820 a 1823, años del Trienio Liberal, volvió a Sajonia como ministro plenipotenciario y en 1825 contrajo matrimonio con Emma Brochowska y Zilindorf, dama de la princesa Teresa de Sajonia. Más adelante fue también ministro plenipotenciario de España en Viena (1829-1834). El 6 de septiembre de 1836 fue designado enviado extraordinario y ministro plenipotenciario en Francia, puesto del que fue destituido en enero de 1838, inmediatamente después de constituirse el gabinete del conde Ofalia, y sustituido en el cargo por el marqués de Espeja, del sector moderado del liberalismo y sin experiencia diplomática previa.
Adscrito al sector progresista del liberalismo, en 1836 se presentó candidato por Madrid en las elecciones para el Congreso de los Diputados —en las que no obtuvo escaño— con un manifiesto electoral de siete puntos inusualmente detallado y preciso para la época, en el que proponía dedicar todos los esfuerzos necesarios para terminar victoriosamente la guerra civil, defender el derecho al trono de Isabel II y «las libertades del pueblo», sanear la Hacienda y recuperar el crédito con la venta de los bienes nacionales, sin perjuicio de los pequeños colonos, «descargar a los pueblos de las contribuciones que les son gravosas, que provocan su inmoralidad e impiden el uso libre de la propiedad», y solicitar la pronta redacción de los códigos y la reorganización de la administración municipal y de la Guardia Nacional.
Prolífico escritor político desde su regreso a España, defensor de los partidos políticos como órganos de defensa de los intereses colectivos frente a los intereses particulares y las facciones, fue elegido diputado en junio de 1839 por las circunscripciones de Barcelona, La Coruña (suplente) y Sevilla, optando por el escaño de Barcelona, y de nuevo en marzo de 1840 por Sevilla. Habiendo sido elegido también senador por Burgos ese mismo año, no tomó posesión. De 1841 a 1843 fue senador por La Coruña y en este último año resultó elegido senador por Alicante.
Caballero pensionado de la Orden de Carlos III y Gran Cruz de Isabel la Católica, en 1843 ejerció de ministro secretario de ambas órdenes.
Retirado de la primera línea política se estableció en Villaviciosa de Odón, donde aún residía en 1867, y publicó algunos opúsculos sobre materias políticas y diplomáticas, tales como México, fechado en Villaviciosa de Odón el 10 de marzo de 1862, La política española con respecto a Méjico y en relación a Francia e Inglaterra  (Villaviciosa de Odón, 12 de noviembre de 1862), Santo Domingo, remedio radical para su situación, la de Cuba y Puerto Rico (Villaviciosa de Odón, 25 de marzo de 1864), y Cuestión del Perú (Villaviciosa de Odón, 1 de diciembre de 1864).